# Brent Wilson
Brent Matthew Wilson II (Las Vegas, Nevada, 20 de agosto de 1987) é o ex-baixista da banda musical Panic at the Disco. 
Seus companheiros da banda afirmam que ele não gravou nenhuma faixa do álbum A Fever You Can't Sweat Out, e que a saída dele da banda foi discutida em grupo, com a presença do próprio. Após sua saída, foi substituído por Jon Walker.